# Liste des villes de Colombie-Britannique
Cet article concerne les villes ayant le statut de « town ». Pour les plus grandes municipalités ayant le statut de « city », voir Liste des cités de Colombie-Britannique.
 (avril 2015).

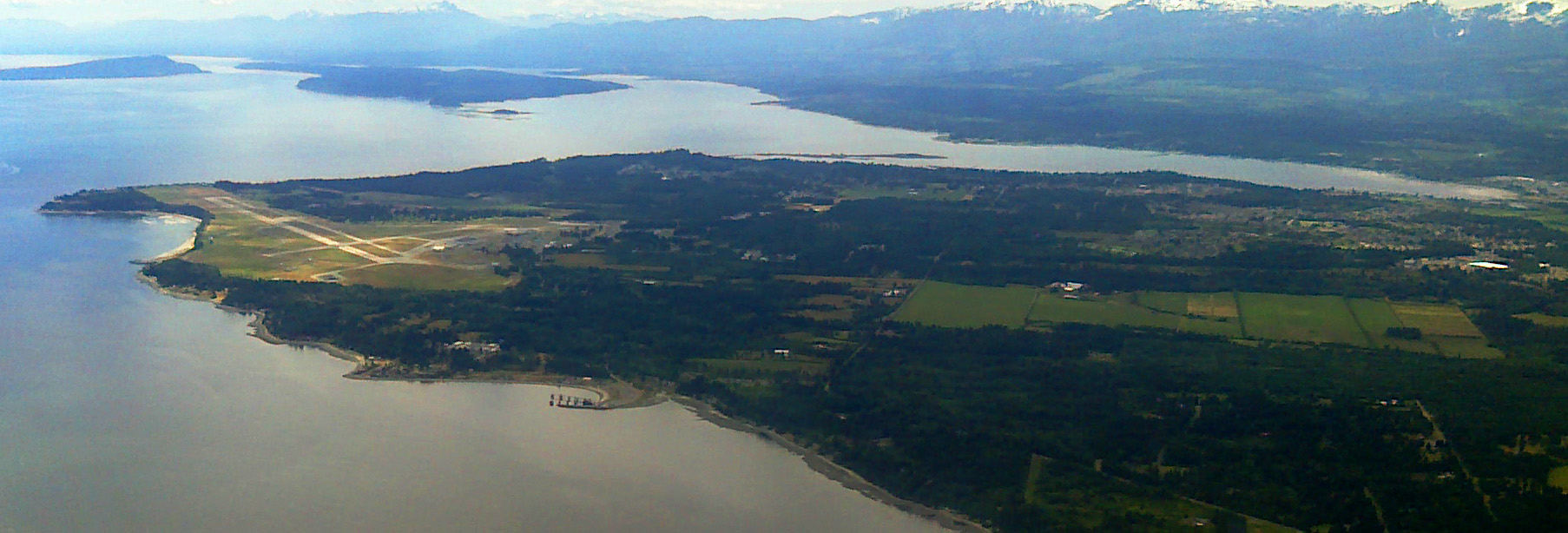
Vue aérienne de la ville de Comox, Colombie-Britannique

Une ville en Colombie-Britannique est une classification des municipalités utilisée dans la province canadienne de Colombie-Britannique. Une communauté peut être incorporée en tant que ville par lettres patentes du Lieutenant-gouverneur en conseil, sous recommandation du Ministère des Communautés, des Sports et du Développement culturel (Minister of Communities, Sport and Cultural Development), si sa population compte entre 2 500 et 5 000 habitants et si plus de 50 % des résidents affectés votent en faveur de l'incorporation proposée.
La Colombie-Britannique possède 14 villes d'une population cumulée de 87 514 habitants et d'en moyenne 6 251 habitants par ville selon le recensement de 2011. La ville la plus peuplée de la Colombie-Britannique est Comox tandis que la moins peuplée est Port McNeill, avec respectivement 13 627 et 2 505 habitants.
La première communauté incorporée en tant que ville est Ladysmith le 3 juin 1904, tandis que la plus récente est View Royal le 5 décembre 1988.

## Liste
| Nom            | Nom de corporation      | District régional    | Date d'incorporation | Population (2011) | Population (2006) | Variation (%) | Superficie (km²) | Densité de population |
| -------------- | ----------------------- | -------------------- | -------------------- | ----------------- | ----------------- | ------------- | ---------------- | --------------------- |
| Comox          | Comox, Town of          | Comox Valley         | 14 janvier 1946      | 13 627            | 12 385            | 10,0          | 16,74            | 814,3                 |
| Creston        | Creston, Town of        | Central Kootenay     | 14 mai 1924          | 5 306             | 4 826             | 9,9           | 8,47             | 626,8                 |
| Gibsons        | Gibsons, Town of        | Sunshine Coast       | 4 mars 1929          | 4 437             | 4 182             | 6,1           | 4,29             | 1 033,4               |
| Golden         | Golden, Town of         | Columbia Shuswap     | 26 juin 1957         | 3 701             | 3 811             | −2,9          | 11,41            | 324,4                 |
| Ladysmith      | Ladysmith, Town of      | Cowichan Valley      | 3 juin 1904          | 7 921             | 7 538             | 5,1           | 11,99            | 660,6                 |
| Lake Cowichan  | Lake Cowichan, Town of  | Cowichan Valley      | 19 août 1944         | 2 974             | 3 012             | −1,3          | 8,05             | 369,6                 |
| Oliver         | Oliver, Town of         | Okanagan-Similkameen | 31 décembre 1945     | 4 824             | 4 395             | 9,8           | 5,50             | 877,1                 |
| Osoyoos        | Osoyoos, Town of        | Okanagan-Similkameen | 14 janvier 1946      | 4 845             | 4 752             | 2,0           | 8,56             | 566,3                 |
| Port McNeill   | Port McNeill, Town of   | Mount Waddington     | 18 février 1966      | 2 505             | 2 623             | −4,5          | 13,77            | 181,9                 |
| Princeton      | Princeton, Town of      | Okanagan-Similkameen | 11 septembre 1951    | 2 724             | 2 780             | −2,0          | 10,47            | 260,2                 |
| Qualicum Beach | Qualicum Beach, Town of | Nanaimo              | 5 mai 1942           | 8 687             | 8 502             | 2,2           | 17,98            | 483,2                 |
| Sidney         | Sidney, Town of         | Capitale             | 30 septembre 1952    | 11 178            | 11 315            | −1,2          | 5,12             | 2 183,6               |
| Smithers       | Smithers, Town of       | Bulkley-Nechako      | 6 octobre 1921       | 5 404             | 5 217             | 3,6           | 15,27            | 353,8                 |
| View Royal     | View Royal, Town of     | Capitale             | 5 décembre 1988      | 9 381             | 8 768             | 7,0           | 14,36            | 653,3                 |
| Total villes   | —                       | —                    | —                    | 87 514            | 84 106            | 4,1           | 151,98           | 575,8                 |

## Anciennes villes
Fort Nelson, qui a d'abord été un village à partir du 8 avril 1971, puis une ville à partir du 31 octobre 1987, a été incorporé au district régional de Northern Rockies le 6 février 2009,.
Kinnaird, qui a été un village à partir du 6 décembre 1951, puis une ville à partir du 5 août 1967, a fusionné avec la ville de Castlegar le 1er janvier 1974 pour former la cité de Castlegar.
Mission City, qui a été un village à partir du 12 décembre 1939 puis une ville à partir du 1er janvier 1958, a été incorporé à la municipalité de district de Mission le 1er novembre 1969.

## Éligibilité au statut de ville
Selon les chiffres du recensement de la population de 2011, le village de Cumberland remplissait les critères pour devenir une ville, sa population étant supérieure à 2500 habitants.

## Éligibilité au statut de cité
Lors du recensement de 2011, sept des villes listées plus haut comportaient plus de 5 000 habitants et étaient par conséquent éligibles au statut de cité. Il s'agit de Comox, Creston, Ladysmith, Qualicum Beach, Sidney, Smithers et View Royal.